# Clasificación de carreteras
La clasificación de carreteras es la distinta tipología de vías (en función del número de carriles, diseño geométrico, ancho de la calzada, tráfico) que existe dentro de la red vial de un territorio. En general todos los países consideran una primera categoría de vías con tráficos nacionales y otra categoría de vías secundarias con tráficos comarcales (entre pueblos de la misma comarca) o tráficos locales. Con la aparición de las vías de doble calzada a principios del siglo XX aparecieron un nuevo tipo de vías que se acabarían convirtiendo en los ejes principales de cualquier país desarrollado [cita requerida].

## Europa

Identificador de ruta europea.

La Comisión Económica de las Naciones Unidas para Europa realizó un programa de matriculación de grandes rutas europeas que comenzó en 1975. Todos los países que firmaron el tratado acordaron señalizar sus vías que contengan rutas de la red. Las matrículas son comunes en todos los países, de fondo verde con letras en blanco y matrícula del tipo  E-XX .

## España

### Autopistas y autovías

Señal en España para autopistas.

Señal en España para autovías.

En España, las autopistas y autovías se caracterizan por:
- Las autopistas no tienen enlaces frecuentes, los anchos de calzada son mayores y tienen criterios de trazado más estrictos (mayores radios de curvatura...)

- Las autopistas además pueden ser de peaje, mediante un contrato de concesión temporal con una entidad privada que además generalmente la construye.
- En la Red de Carreteras del Estado, se nombran con "A" en caso de ser autopista y autovía. (P. ej.: Autovía del Norte  A-1  ) Se incluye la "P" si son de peaje.
- Existen tres generaciones de autovías:
  - Primera generación: Con cruces a nivel, que dejaron de ser autovías en 1988
  - Segunda generación: La que aprovecha la trazada de la vía existente, construyendo una calzada paralela
  - Tercera generación: Aquella con nuevo trazado, sin cruces a nivel y con curvas de mayor radio.
- Las autovías y autopistas pueden ser de jurisdicción estatal, autonómica o municipal.

### Carretera nacional
Se refieren a las calzadas únicas de doble sentido de circulación, con arcén generalmente de 2 a 2,5 metros.
- Dependen del Estado (excepto en País Vasco y Navarra)

- No tienen obligación de carril lento para tráfico pesado.

### Carretera comarcal
Las de calzada única con 2 carriles, suelen contar con 3 en cuestas para el tráfico lento.
Doble sentido de circulación. Arcenes variables, según región o orográficas o propias del terreno (<1,5 m), aunque pueden llegar a medir doce metros de ancho, (como en plan REDIA), (Red de Carreteras de Castilla y León, por ejemplo). La CL-601, fue la N-601 y en los tramos en los que se conserva posee tales arcenes. Generalmente accesos al mismo nivel.
Suelen clasificarse en subtipos, según el número de calzadas, el tamaño de arcenes, lo que define su velocidad y su señalización. Suelen además constituir, no sólo la red principal autonómica, sino también parte de la secundaria. Pueden ser autopistas (M-45). En la actualidad, son las principales rutas autonómicas. Suelen comunicar, capitales de provincia con capitales de comarca, o con carreteras nacionales o servir como circunvalación a las principales ciudades, constituyendo generalmente (comarcal M-604, no es principal, sino secundaria, por ejemplo), la red principal de autonómicas. Todas estas vías fueron del Ministerio de Obras Públicas, hasta la década de 1980, excepto las construidas después de la cesión.

### Carretera local
Su designación dada a la práctica más por ser un mínimo de comunicación entre dos localidades. Generalmente accesos al mismo nivel.
Dependen de ayuntamientos, diputaciones y en algunos casos de autonomías. Si la jurisdicción pasa a comunidades autónomas (caso de la Comunidad de Madrid, por ejemplo), por ende, su denominación cambia a carretera autonómica, este tipo de locales se reparte en autonómicas de dos tipos: de segundo orden o secundarias y de tercer orden o locales. Solamente suelen quedar pequeñas carreteras o caminos, por su asunción de jurisdicción a ámbito provincial u autonómico. De una parte importante de estas vías fue titular el Ministerio de Obras Públicas, hasta la década de 1980, mientras que la otra parte ya pertenecía a las diputaciones provinciales.
| Nombre             | Matrícula tipo | Imagen        | Características | Velocidad máxima |               |               |               |               |               |
| Calzada doble      | Calzada doble  | Calzada doble | Calzada doble | Calzada doble    | Calzada doble | Calzada doble | Calzada doble | Calzada doble | Calzada doble |
| ------------------ | -------------- | ------------- | --- | ---------------- | ------------- | ------------- | ------------- | ------------- | ------------- |
| Autopista          |                |               | Doble calzada independiente. Intersecciones a distinto nivel. Número de accesos por kilómetro. Diseño geométrico estricto. |                  |               |               |               |               |               |
| Autovía            |                |               | Doble calzada independiente. Intersecciones a distinto nivel. Más accesos que una autopista entre otras características geométricas y técnicas, menos "rígidas".                                                                 |                  |               |               |               |               |               |
| Calzada única      |                |               | |                  |               |               |               |               |               |
| Carretera nacional |                |               | Calzada única con 2 carriles (generalmente 3 en cuestas para el tráfico lento). Doble sentido de circulación. Arcenes amplios (entre 1,5 y 2,5 m). Generalmente 2 o 2,5 metros, según Plan REDIA en vigor.                       |                  |               |               |               |               |               |
| Carretera comarcal |                |               | De jurisdicción autonómica o provincial: pueden ser de calzada única o doble. En algunas comunidades autónomas se ajustan al Plan REDIA.                                                                                         |                  |               |               |               |               |               |
| Carretera local    |                |               | De jurisdicción tanto local como provincial y en algún caso autonómica (autonomías uniprovinciales). Calzada única con 2 carriles. Doble sentido de circulación. Arcenes estrechos (<0,5 m) aunque pueden variar con frecuencia. |                  |               |               |               |               |               |
|                    |                |               | |                  |               |               |               |               |               |

## Francia
| Autoroute                |  |  | Doble calzada independiente. Intersecciones a distinto nivel. Diseño geométrico estricto. Interés nacional. Vías de peaje.              |    |
| Voie rapide (Vía rápida) |  |  | Doble calzada con más accesos que una autopista. En Francia las vías rápidas comparten numeración con las carreteras convencionales.    |    |
| Route Nationale          |  |  | Carretera de calzada única o doble por tramos. Uso gratuito. Arcenes amplios. Generalmente accesos a mismo nivel. Dependen del gobierno |    |
| Route départementale     |  |  | Son las vías de interés departamental que unen capitales de distritos, aeropuertos y puertos de interés general.                        | 80 |
| Route locale             |  |  | Carreteras de interés local. | 80 |
|                          |  |  | |    |

## Portugal
| Nombre                      | Matrícula tipo              | Imagen                      | Características | Velocidad máxima            |                             |                             |                             |                             |                             |
| Clasificación de carreteras | Clasificación de carreteras | Clasificación de carreteras | Clasificación de carreteras | Clasificación de carreteras | Clasificación de carreteras | Clasificación de carreteras | Clasificación de carreteras | Clasificación de carreteras | Clasificación de carreteras |
| --------------------------- | --------------------------- | --------------------------- | --- | --------------------------- | --------------------------- | --------------------------- | --------------------------- | --------------------------- | --------------------------- |
| Autoestrada                 |                             |                             | Doble calzada independiente. Intersecciones a distinto nivel. Diseño geométrico estricto. |                             |                             |                             |                             |                             |                             |
| Vía rápida                  |                             |                             | Carretera de calzada única con trazado y dimensiones para grandes velocidades. Doble sentido de circulación. Arcenes amplios. Generalmente accesos a distinto nivel. Dependen del gobierno |                             |                             |                             |                             |                             |                             |
| En función del itinerario   |                             |                             | |                             |                             |                             |                             |                             |                             |
| Itinerario principal        |                             |                             | Son las vías de interés nacional que unen capitales de distritos, aeropuertos y puertos de interés general. Pueden ser auto-estradas o vías rápidas. |                             |                             |                             |                             |                             |                             |
| Itinerario complementario   |                             |                             | Itinerarios complementarios a la red nacional. |                             |                             |                             |                             |                             |                             |
| Carretera Nacional          |                             |                             | En Portugal, una carretera nacional es actualmente uno de los dos tipos de carreteras que componen la Red Complementaria de la Red Nacional de Carreteras (el otro tipo es el itinerario complementario). Algunas de las carreteras desclasificadas también siguen manteniendo la denominación "carretera nacional", aunque ya no forman parte de la Red Nacional de Carreteras. Hasta el establecimiento del Plan Nacional de Carreteras de 1985, todas las carreteras de la Red Nacional fueron designadas como "carreteras nacionales". En las señales de tráfico, las carreteras nacionales se indican normalmente con el prefijo N o, más raramente, con el prefijo EN seguido del número de la carretera. | 90                          |                             |                             |                             |                             |                             |

## Argentina
| Ruta nacional            |  |  | Jurisdicción nacional. Rutas que recorren el país o de interés nacional. Calzada única o doble. |
| Ruta provincial          |  |  | Jurisdicción provincial. Calzada única o doble.                                                 |
| Ruta municipal o comunal |  |  | Son las vías de interés municipal o comunal. Son carreteras de calzada única.                   |

## Estados Unidos
| Autopistas Interestatales |  |  | Construidas y financiadas por el gobierno federal, son costeadas y mantenidas por los estados. Tienen unos criterios muy estrictos, en lo que se refiere a geometría, pasos a distinto nivel y protecciones. |  |
| Carretera Federal         |  |  | Red federal con jurisdicción y dependencia estatal. Calzada única o doble, incluso incluye travesías. Las de nueva construcción deben cumplir criterios mínimos.                                             |  |
| Carretera local           |  |  | Cada condado es independiente para crear sus propias vías y carreteras. |  |